# Guigny
Guigny település Franciaországban, Pas-de-Calais megyében. Lakosainak száma 143 fő (2022. január 1.). Guigny Capelle-lès-Hesdin, Mouriez, Le Quesnoy-en-Artois, Raye-sur-Authie, Regnauville és Brévillers községekkel határos.

## Népesség
A település népességének változása:
| Lakosok száma | 174  | 162  | 154  | 139  | 137  | 133  | 130  | 137  | 143  |
|               | 2013 | 2015 | 2016 | 2017 | 2018 | 2019 | 2020 | 2021 | 2022 |